# Queta i Teo
Queta & Teo fou un duet musical infantil mallorquí, actiu durant els anys 60. Estava integrat pels germans Francina i Mateu Pizà Aulet, sota la direcció musical de son pare Nicolau Pizà i Mesquida (1924-2006). Interprertaven versions en català de cançons conegudes, composicions de Nicolau Pizà i arranjaments de música popular mallorquina.
Van publicar el primer disc l'any 1964 quan tenien 11 i 8 anys, a través de la discogràfica Edigsa, una companyia molt involucrada en els primers moments de la Nova Cançó. Després que a Edigsa sentissin un enregistrament casolà de Nicolau Pizà on hi cantaven els nens, els van oferir un contracte, i de seguida van tenir èxit: apareixien contínuament en els programes de ràdio i televisió de màxima audiència, i participaven en concerts i festivals, com el primer Festival de la Nova Cançó a Mallorca. Agradaven molt perquè les seves cançons tenien molta gràcia en la composició, gran qualitat artística i harmonia entre les veus, i perquè cantaven en català en un moment on l'ús públic d'aquesta llengua no era gaire acceptat a l'Espanya franquista.
La carrera fou curta però exitosa, impulsada i gestionada per son pare, que era militar però tenia gran vocació i talent per a la música i els feia de compositor, mànager, encarregat dels pre-enregistraments, etc.